# العلم في القرن 19
شهد العلم في القرن 19 ولادة العلم كمهنة؛ حيث صاغ وليام ويلي مصطلح "العالم" في عام 1833، والذي سرعان ما حل محل المصطلح الأقدم "الفيلسوف (الطبيعي)".
من بين أكثر أفكار القرن التاسع عشر تأثيرًا أفكار تشارلز داروين (إلى جانب البحث المستقل لألفرد راسل والاس)، الذي نشر عام 1859 كتاب "أصل الأنواع"، الذي طرح فيه فكرة التطور بالانتقاء الطبيعي. ومن المعالم المهمة الأخرى في الطب وعلم الأحياء الجهود الناجحة لإثبات نظرية جرثومية المرض. بعد ذلك، صنع لويس باستور أول لقاح ضد داء الكلب، وحقق أيضًا العديد من الاكتشافات في مجال الكيمياء، بما في ذلك عدم تناسق البلورات. في الكيمياء، وضع ديميتري مندلييف، متبعًا النظرية الذرية لجون دالتون، أول جدول دوري للعناصر. في الفيزياء، أدت تجارب ونظريات واكتشافات مايكل فاراداي وأندريه ماري أمبير وجيمس كلارك ماكسويل ومعاصريهم إلى ظهور الكهرومغناطيسية كفرع جديد من فروع العلم. أدت الديناميكا الحرارية إلى فهم الحرارة، وتم تعريف مفهوم الطاقة. يُعد اكتشاف أنواع جديدة من الإشعاع والكشف المتزامن عن طبيعة البنية الذرية والمادة حدثين بارزين إضافيين. في علم الفلك، تم اكتشاف كوكب نبتون. في الرياضيات، نضج مفهوم الأعداد المركبة أخيرًا وأدى إلى نظرية تحليلية لاحقة؛ كما بدأوا في استخدام الأعداد فائقة التركيب. أجرى كارل فايرشتراس وآخرون حسابات تحليلية لدوال المتغيرات الحقيقية والمعقدة. كما شهد ظهور تقدم جديد في الهندسة يتجاوز نظريات إقليدس الكلاسيكية، بعد فترة تقارب ألفي عام. وبالمثل، حقق علم المنطق الرياضي اختراقات ثورية بعد فترة ركود طويلة مماثلة. لكن أهم خطوة في العلوم في ذلك الوقت كانت الأفكار التي صاغها مبدعو العلوم الكهربائية. لقد غير عملهم وجه الفيزياء ومهد الطريق لظهور تقنيات جديدة مثل الطاقة الكهربائية والبرق الكهربائي والهاتف والراديو.